# Rosemarie Kother
Rosemarie Kother, conosciuta anche come Rosemarie Gabriel (Schwerin, 27 febbraio 1956) è un'ex nuotatrice tedesca orientale.

## Carriera
Fortemente specializzata nella farfalla, annovera nel proprio palmarès una medaglia di bronzo ai Giochi Olimpici, quattro medaglie d'oro conquistate ai campionati mondiali e tre medaglie d'oro agli europei

## Palmarès
- Giochi olimpici estivi

Montreal 1976: oro nel 4 × 100 m misti e bronzo nei 200 m farfalla.
- Mondiali

Belgrado 1973: oro nei 200 m farfalla e nella 4 × 100 m misti e argento nei 100 m farfalla.
Cali 1975: oro nella 4 × 100 m misti e nei 200 m farfalla e argento nei 100 m farfalla.
- Europei

Vienna 1974: oro nei 100 m farfalla, nei 200 m farfalla e nella 4 × 100 m misti.
- Campionati europei giovanili di nuoto

Rotterdam 1971: oro nei 200 m farfalla e argento nei 100 m farfalla.